# Kanton Limours
Kanton Limours is een voormalig kanton van het Franse departement Essonne. Kanton Limours maakte deel uit van het arrondissement Palaiseau en telt 22.467 inwoners (1999). Het werd opgeheven bij decreet van 24 februari 2014, met uitwerking op 22 maart 2015.

## Gemeenten
Het kanton Limours omvatte de volgende gemeenten:
- Boullay-les-Troux
- Briis-sous-Forges
- Courson-Monteloup
- Fontenay-lès-Briis
- Forges-les-Bains
- Gometz-la-Ville
- Gometz-le-Châtel
- Janvry
- Limours (hoofdplaats)
- Les Molières
- Pecqueuse
- Vaugrigneuse